# مضخة نفاثة

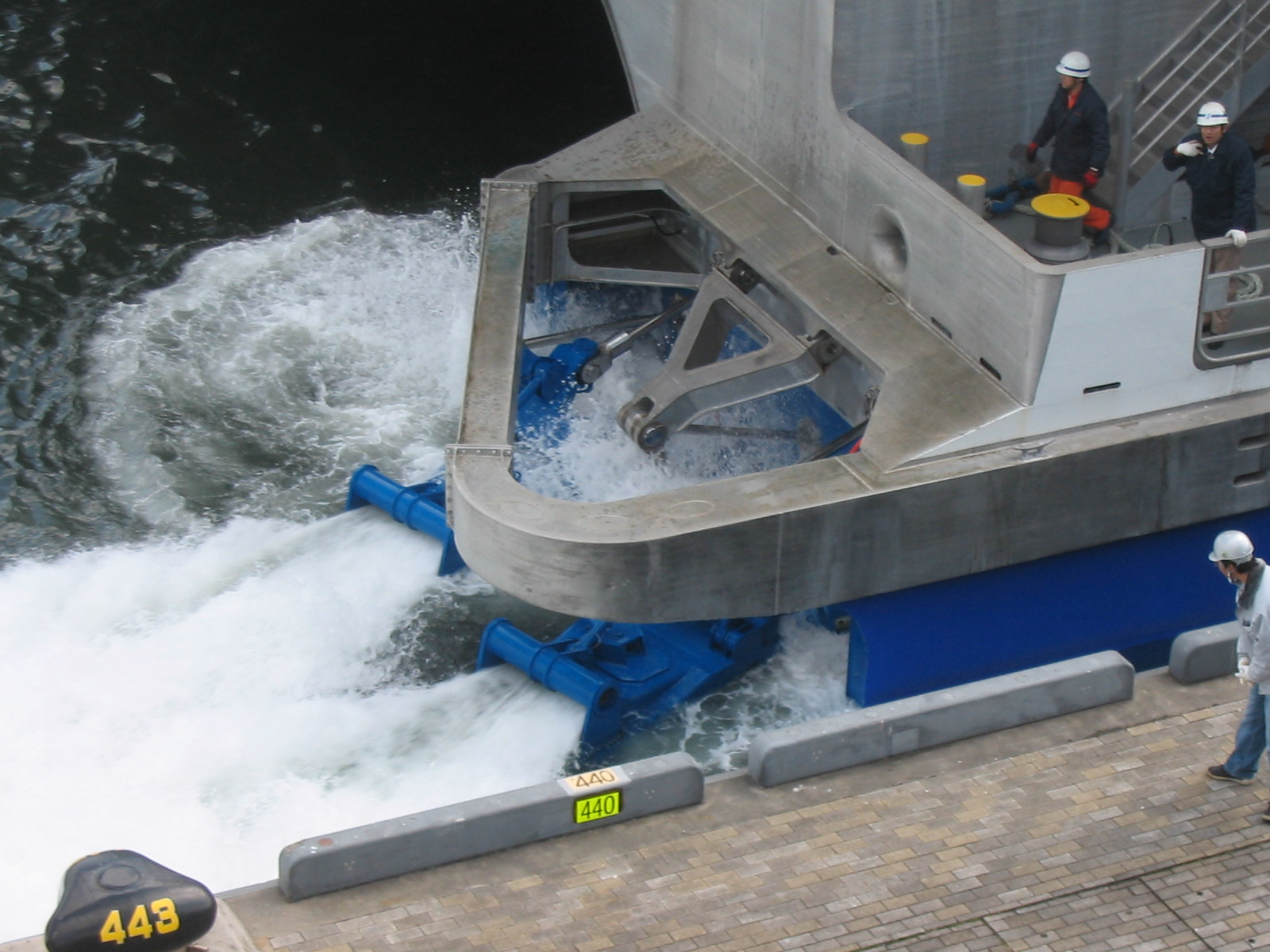
مضخات نفاثة أثناء عملها

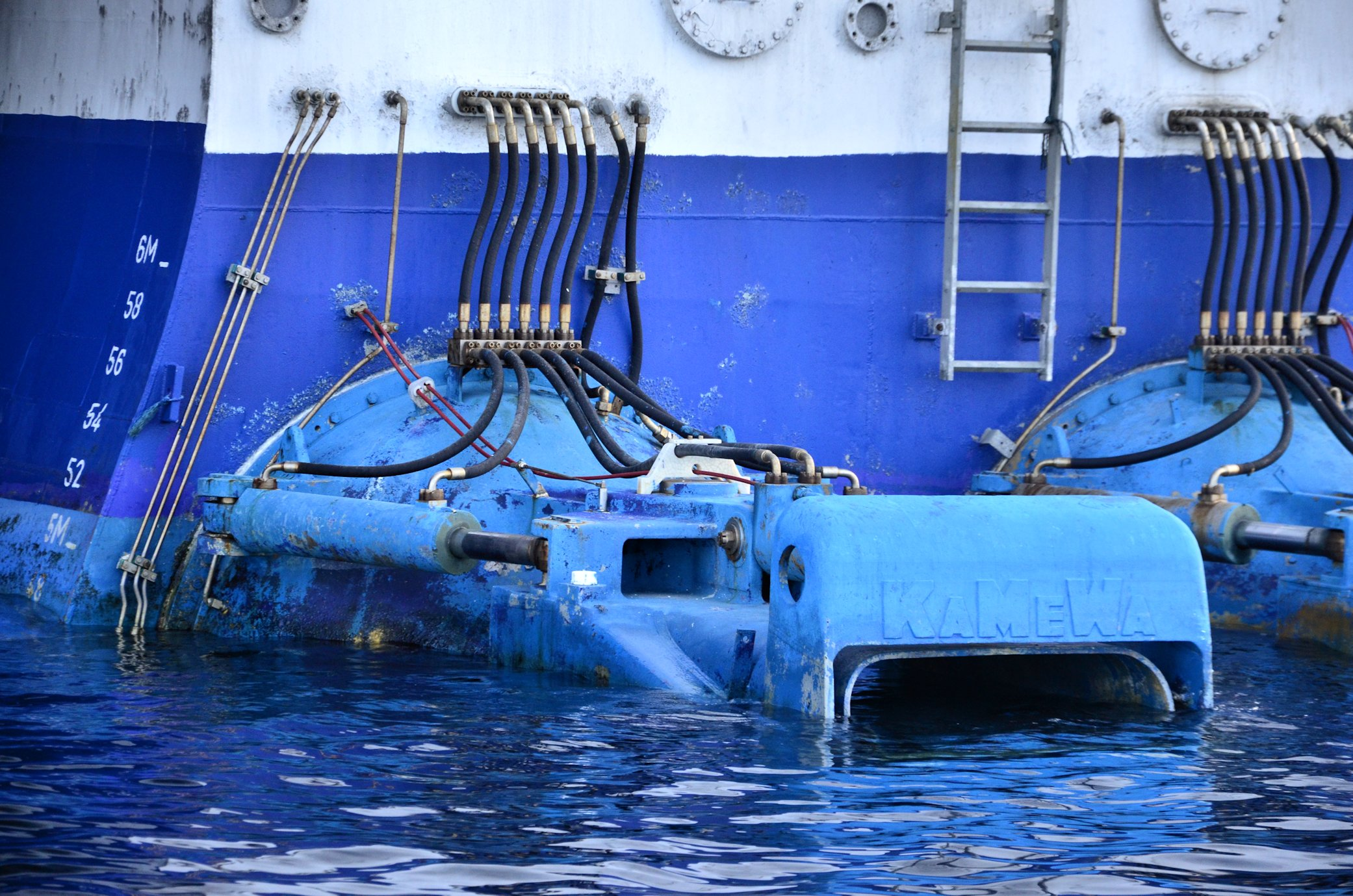
نفاثة مياه من النوع KaMeWa في العبارة ديسكفري عالية السرعة

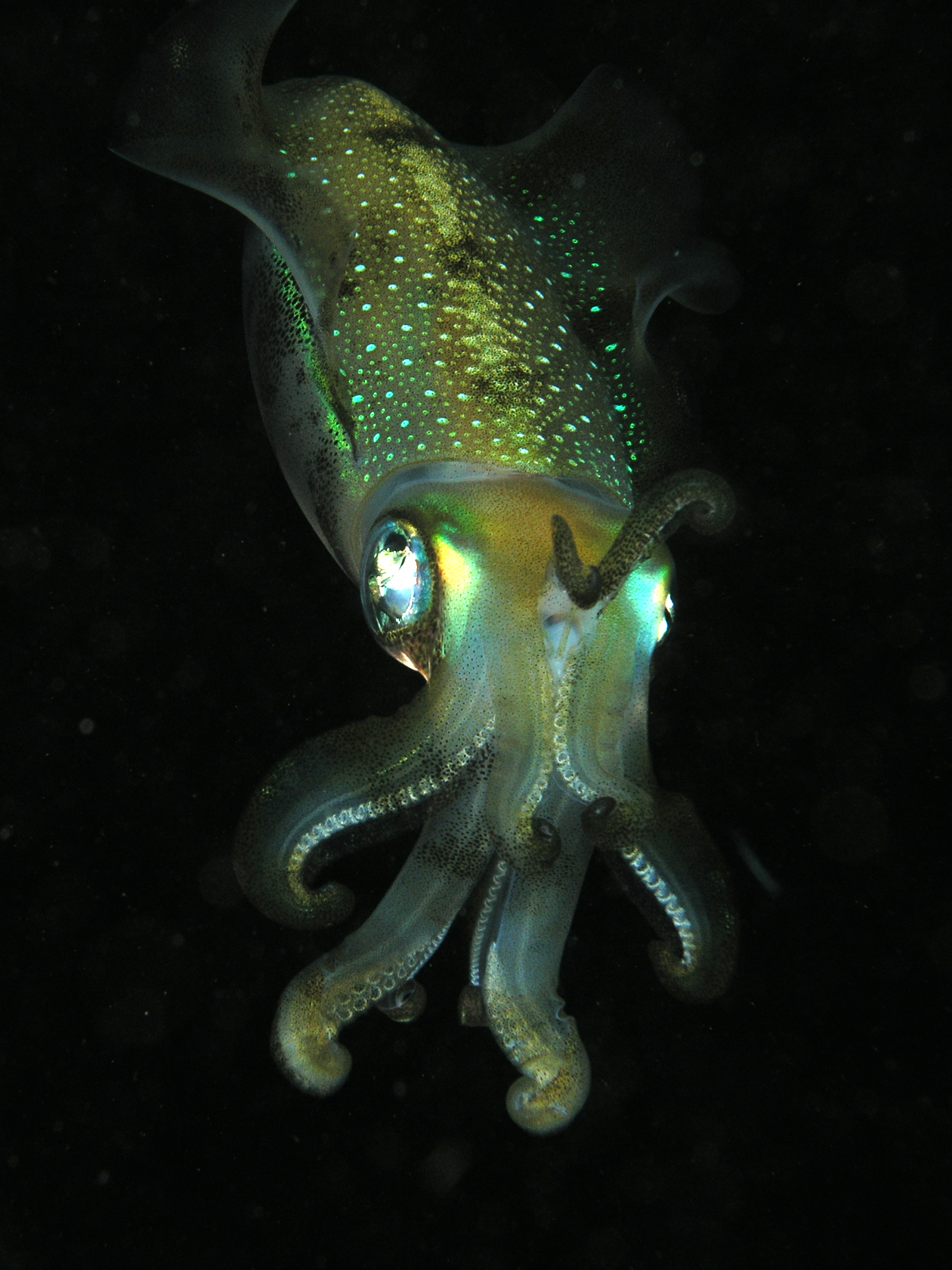
حبار الشعاب كبير الزعنفة Sepioteuthis lessoniana من رأسيات الأرجل, المستخدمة لنفس فكرة المضخة النفاثة لكي تتحرك

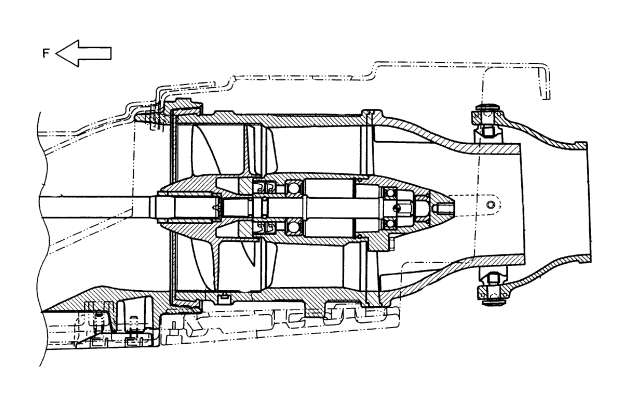
رسم توضيحي لنموذج مضخة نفاثة لدراجة مائية Jet Ski

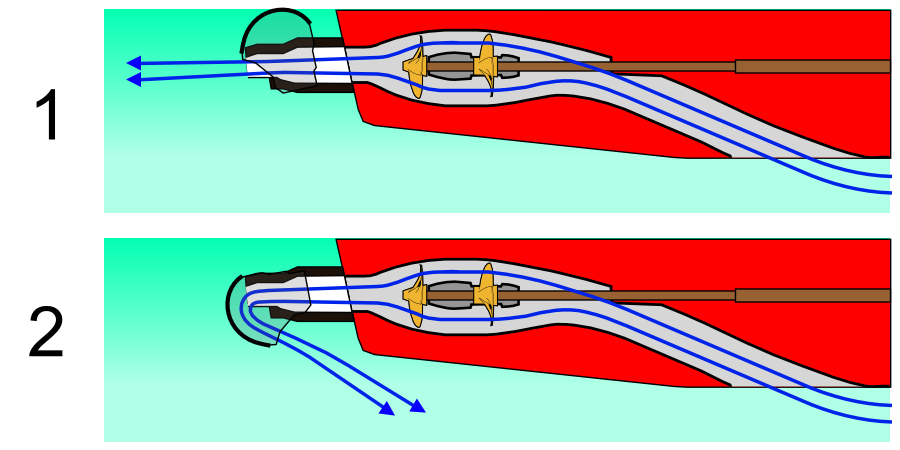
هذه الصورة توضح الأنبوب المستخدم لعكس اتجاه المياه الخارجة من المضخة لعكس اتجاه قوة الدفع للسفينة.
1.دفع للأمام
2.دفع للخلف

توضح هذه الصورة إمكانية توجيه المياه الخارجة من المضخة النفاثة في اتجاهات مختلفة حسب الاتجاه المرغوب تحرك السفينه فيه (للأمام_للخلف_للجانب_دوران).

رؤية خلفية للمضخة النفاثة المستخدمة في قذيفة السفن مارك 50 Mark 50 torpedo

المضخة النفاثة (بالإنجليزية: Pump jet)‏ أو نفاثة (بالإنجليزية: Water jet)‏ هي آلة في نظام بحري تخرج مياه بسرعة عالية بهدف دفع مركبة مائية في الاتجاه المعاكس. و تتكون من مروحة ذات غلاف أنبوبي (بالإنجليزية: Ducted propeller)‏ يتبعها فوهة (بالإنجليزية: Nozzle)‏ أو مضخة طرد مركزي (بالإنجليزية: centrifugal pump)‏ يتبعها فوهة.

## الاختراع
يعتبر المخترع الإيطالي سيكوندو كامبيني أول من صنع مضخة نفاثة في البندقية عام 1931, لكنه لم يسجل براءة اختراع, وواجهت الآلة عدة مشاكل بخصوص مواد التصنيع مما أدى إلى قصر عمر التشغيل لها, و لم يتم إنتاجها تجاريا، ويعتبر المخترع النيوزلاندي السير وليام هاملتون أول من قام بإنتاجها تجاريا عام 1954.

## الاستخدام النموذجي
كانت المضخات النفاثة مقتصر استخدامها علي قوارب التنزه السريعة مثل الدراجات المائية (بالإنجليزية: Jet skis)‏ والزوارق الطائرة (بالإنجليزية: Jet Boats)‏ وزوارق صغيرة أخرى, لكن مع حلول عام 2000 ازداد الطلب علي الزوارق السريعة فازدادت شعبية المضخات النفاثة وزاد انتشارها في الزوارق الكبيرة و الزوارق العسكرية والعبارات.
تعمل الزوارق الكبيرة ذات المضخات النفاثة باستخدام محركات ديزل أو تربينات غازية, و تمكنها المضخات النفاثة من الوصول إلى سرعة تزيد عن 40 عقدة.
تشغل المضخات النفاثة السفن المناورة - المغيرة لاتجاهها و سرعتها بشكل سريع - مثل قارب الدورية السريع - سفن عسكرية صغيرة تستخدم للدفاع عن السواحل - سوبر دفورا مارك3 (بالإنجليزية: Super Dvora Mark III class)‏ و قارب الصواريخ هامينا (بالإنجليزية: Hamina-class missile boat)‏
و فرقاطات بارجة فالور (بالإنجليزية: Valour-class frigates)‏ و عبارات ستينا للخدمات البحرية والغواصات الأمريكية فئة فرجينا والسفن القتالية الساحلية الأمريكية(بالإنجليزية: US.littoral combat ships)‏ .

## المضخات النفاثة البيولوجية
في الحقبة الجيولوجية الأوردوفيكية في الفترة ما بين 443.8-485.4 مليون سنة مضت تواجد أول حيوان مائي رخوي من رأسيات الأرجل مثل الأخطبوط حيث كان يستخدم نفس فكرة المضخات النفاثة لكي يسبح في الماء.

## طريقة العمل
تدخل المياه إلى المضخة النفاثة التي قد تكون مشابهة لمضخة الطرد المركزي في حالة السرعات العالية أو مضخة بها محفز (بالإنجليزية: Inducer)‏ حلزوني للمياه في حالة السرعات المنخفضة أو مضخة محورية السريان (بالإنجليزية: Axial flow pump)‏ في حالة السرعات المتوسطة.
ترفع المضخة ضغط المياه و تدفعها للخلف من خلال فوهة تحول الضغط إلى طاقة حركة ثم توجه المياه إلى الخارج بسرعة عالية لتولد قوة دفع للسفينة في الاتجاه المعاكس, وأحيانا تستخدم ممرات لعكس اتجاه المياه لتخرج في نفس اتجاه حركة السفينة عند الرغبة في تبطئة السفينة أو إيقافها.
و من الملاحظ هنا أن طريقة استخدام المضخة النفاثة في السفن لتحريكها تشبه طريقة عمل المحركات النفاثة.

## المميزات
للمضخات النفاثة بعض المميزات عن المراوح الدافعة المكشوفة في بعض الاستخدامات خاصة المتطلبة للسرعات العالية.

من هذه المميزات:
- تعطي سرعة أعلي قبل حدوث ظاهرة التكهف, حيث يرتفع الضغط الكلي الداخلي.
- حماية الأجزاء الدوارة و جعل عملية التشغيل أكثر هدوءا و أمانا.
- يكون أدائها جيد في المياه الضحلة, حيث أن مدخل المضخلة فقط يجب أن يكون مغمور.
- خفض الضوضاء مما يؤدي إلى خفض إشارة السونار.

## العيوب
- قد تكون أقل كفاءة من المروحة الدافعة عند السرعات المنخفضة.
- مرتفعة الثمن.
- إمكانية انسداد مدخل المضحة بسبب الأعشاب و الطحالب البحرية, و يستخدم صندوق تروس عكسي بين المحرك و المضخة للتخفيف من أثر هذا الانسداد بعكس جزء من المياه.[1][2]